# Нетбол

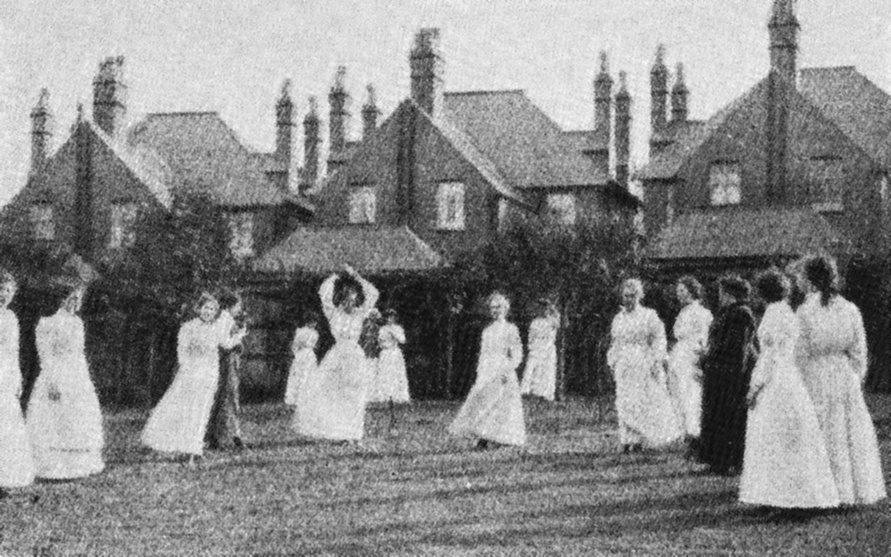
Женщины играют в нетбол в 1910 году (Англия)

Нетбол (англ. netball) — традиционно женский вид спорта. Эту игру в 1893 году предложила Мартина Бергман-Остерберг.

## История возникновения
Нетбол появился как разновидность баскетбола и со временем превратился в самостоятельный вид спорта для женщин. Баскетбол был придуман в 1891 году канадцем Джеймсом Нейсмитом, работавшим преподавателем физического воспитания в городе Спрингфилд в Массачусетсе. Игра быстро распространилась по США. В 1892 году Сенда Беренсон, глава физвоспитания колледжа Смита в Массачусетсе, адаптировала правила для женщин. Но только когда новая игра попала в Англию, она действительно стала популярна.
Мартина Бергман-Остерберг в 1893 году ознакомила своих студенток с новой игрой в лондонском колледже в Хампстеде. Вскоре правила были модифицированы, корзины заменены кольцами с сетками, игра начала проводиться на траве; также были внесены правила из американской версии баскетбола для женщин. Новая игра Мартины Остерберг получила название «нетбол». Вскоре игра быстро распространилась по Британской империи, в начале XX века добралась до Австралии, а в 1906 году попала в Новую Зеландию.

## Краткие правила

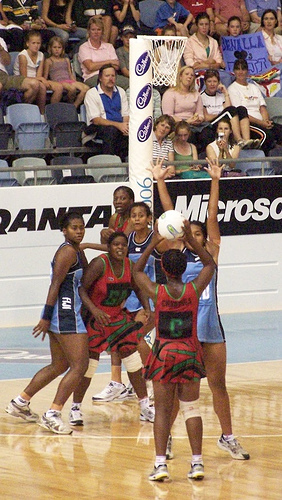
Игра в нетбол. Малави (в красном) против Фиджи (в синем) на Играх Содружества в 2006 году в Мельбурне

Игра проходит между двумя командами, которые стараются забросить мяч в корзину соперника на высоте 3,05 метра (10 футов). Корзина называется в нетболе воротами (англ. goal, дословно — «цель»). Диаметр кольца — 380 мм (15 дюймов). Мяч обычно сделан из кожи или резины, от 680 до 710 мм в окружности (от 27 до 28 дюймов) и должен весить от 397 до 454 граммов (от 14 до 16 унций).
Площадка для игры размером 15,25 м на 30,5 м (50 на 100 футов) разделена на три отдельные зоны (или «трети»). По обеим сторонам площадки находятся полукруглые зоны — площади ворот («shooting circles») радиусом 4,9 м (16 футов).
В различных странах число игроков в команде составляет от 7 до 9, а в голландском варианте нетбола — корфболе, команда состоит из 12 игроков. В 1956 году США и шесть стран британского Содружества ввели стандарт на число игроков в команде — 7, впоследствии принятый Международной федерацией ассоциаций нетбола (IFNA), учрежденной в 1960 году.
Каждому из игроков назначается одна из семи «ролей», которая обозначена большими буквами у него на форме и которой соответствует отдельная зона игрового поля:
- Снайпер (GS, Goal Shooter). Зона игры — треть нападения и площадь ворот соперника.
- Нападающий (GA, Goal Attack). Зона игры — центральная треть площадки и треть нападения, включая площадь ворот соперника. Только GS и GA могут наносить броски по кольцу соперника.
- Фланговый нападающий (WA, Wing Attack). Зона игры — центральная треть и треть нападения, исключая площадь ворот соперника.
- Центральный игрок (C, Centre, не путать с центровым в баскетболе). Это главный связующий игрок. У него самая большая зона охвата — он может играть везде, кроме площадей ворот.
- Фланговый защитник (WD, Wing Defence). Зона игры — центральная треть и треть защиты.
- Защитник (GD, Goal Defence). Зона игры — центральная треть и треть защиты, включая площадь ворот.
- Вратарь (GK, Goal Keeper). Зона игры — площадь ворот и треть защиты.

Игра разделена на 4 четверти по 15 минут. Мяч передаётся вдоль площадки от игрока к игроку, причём игроки должны коснуться мяча в каждой трети поля, то есть мяч нельзя перебросить из зоны защиты в зону нападения. Игроки могут держать мяч не более трёх секунд и должны освободиться от него до того, как та нога, на которой они стояли в момент приёма мяча, повторно коснётся земли, таким образом, передвигаться с мячом запрещено, становится невозможным, чтобы один игрок вел мяч через всю площадку. В сравнении с баскетболом игра менее контактная и более тактическая.

## Нетбол в мире

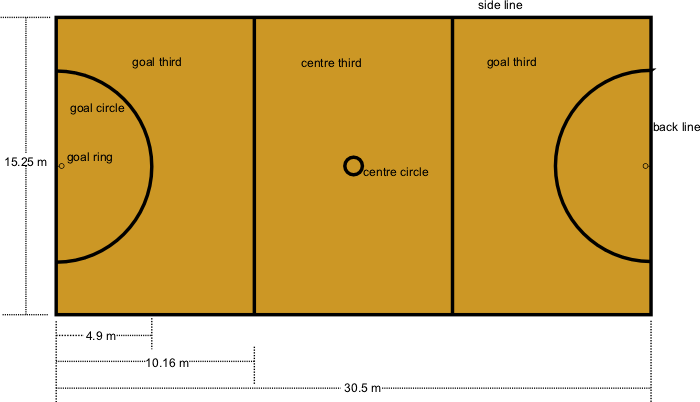
Площадка для игры в нетбол

Нетбол — один из самых распространённых видов спорта, особенно в странах Британского содружества наций. Согласно Международной федерации нетбола (IFNA) в нетбол играют более 20 миллионов человек в более чем 70 странах мира. Страны-участники IFNA разделены на 5 региональных групп: Африка, Америка, Азия, Европа и Океания.
В Новой Зеландии нетбол — второй по массовости вид спорта, уступающий только гольфу, а в Австралии — первый по массовости среди женщин.
Первый чемпионат мира по нетболу прошёл в 1963 году, в нём приняли участие команды из 11 стран.
С 1998 года турниры по нетболу проводятся в рамках Игр Содружества. Первый подобный турнир прошёл в Куала-Лумпуре. Нетбол особенно популярен в странах Океании.
Более 600 тысяч человек приняли участие в кампании по внесению нетбола в программу Лондонских летних Олимпийских игр 2012 года. Среди подписавших петицию был и Гордон Браун, бывший в то время премьер-министром Великобритании .
В 1995 году МОК признал нетбол олимпийским видом спорта, однако в программу Олимпийских игр он не входит.

## Чемпионаты мира
| Год проведения | 1-е место                                    | 2-е               | 3-е               | Место проведения                 | Кол-во команд |
| -------------- | -------------------------------------------- | ----------------- | ----------------- | -------------------------------- | ------------- |
| 1963           | Австралия                                    | Новая Зеландия    | Англия            | Истборн, Англия                  | 11            |
| 1967           | Новая Зеландия                               | Австралия         | ЮАР               | Перт, Австралия                  | 8             |
| 1971           | Австралия                                    | Новая Зеландия    | Англия            | Кингстон, Ямайка                 | 9             |
| 1975           | Австралия                                    | Англия            | Новая Зеландия    | Окленд, Новая Зеландия           | 11            |
| 1979           | Австралия, Новая Зеландия, Тринидад и Тобаго |                   |                   | Порт-оф-Спейн, Тринидад и Тобаго | 19            |
| 1983           | Австралия                                    | Новая Зеландия    | Тринидад и Табаго | Сингапур                         | 14            |
| 1987           | Новая Зеландия                               | Тринидад и Табаго | Австралия         | Глазго, Шотландия                | 17            |
| 1991           | Австралия                                    | Новая Зеландия    | Ямайка            | Сидней, Австралия                | 20            |
| 1995           | Австралия                                    | ЮАР               | Новая Зеландия    | Бирмингем, Англия                | 27            |
| 1999           | Австралия                                    | Новая Зеландия    | Англия            | Крайстчерч, Новая Зеландия       | 26            |
| 2003           | Новая Зеландия                               | Австралия         | Ямайка            | Кингстон, Ямайка                 | 24            |
| 2007           | Австралия                                    | Новая Зеландия    | Ямайка            | Окленд, Новая Зеландия           | 16            |
| 2011           | Австралия                                    | Новая Зеландия    | Англия            | Сингапур                         | 16            |
| 2015           | Австралия                                    | Новая Зеландия    | Англия            | Сидней, Австралия                | 16            |
| 2019           | Новая Зеландия                               | Австралия         | Англия            | Ливерпуль, Англия                | 16            |
| 2023           |                                              |                   |                   | Кейптаун, ЮАР                    | 16            |

## Мужские и смешанные команды

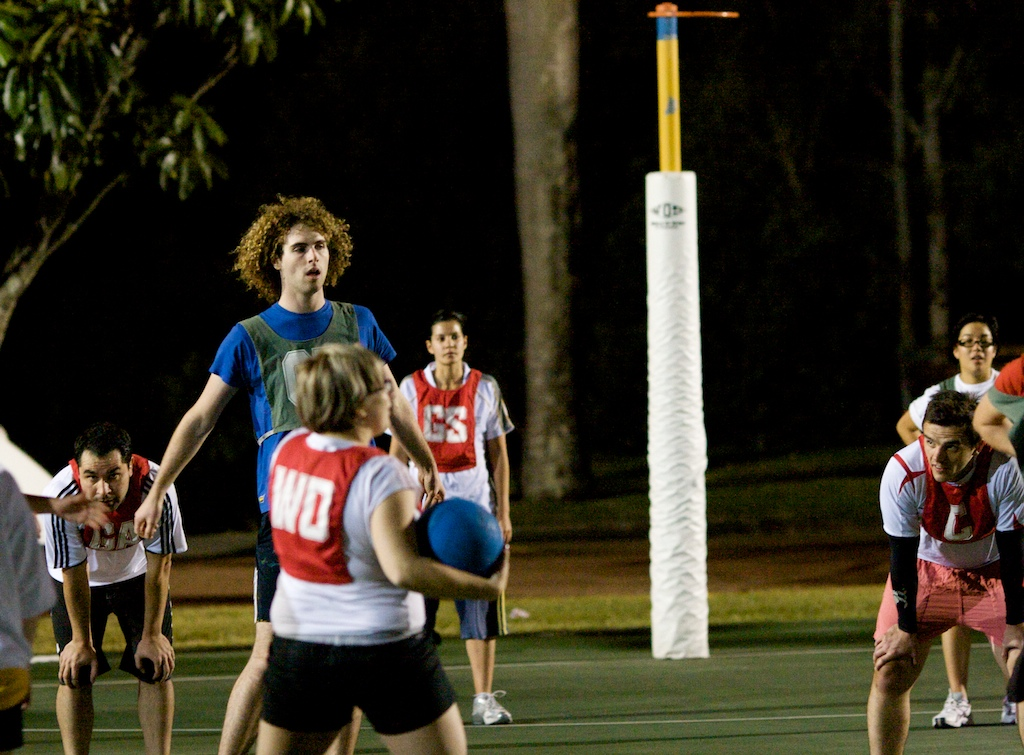
Матч смешанных команд в Брисбене, Австралия

Международная Федерация Нетбола IFNA не признаёт мужской и смешанный нетбол. В отличие от женского нетбола такие команды почти не привлекают внимания спонсоров и болельщиков и вследствие этого находятся на самоокупаемости.
Мужской и смешанный нетбол стал популярен в Австралии в 80-х годах XX века, когда мужчины приходили смотреть игры своих родственниц и знакомых. В 1985 году прошёл первый мужской чемпионат Австралии. В 2004 году Новая Зеландия и Фиджи прислали свои команды для соревнований в смешанном и мужском чемпионате Австралии.
В мужской нетбол также играют в Англии, Канаде, ОАЭ, Кении, Ямайке и Пакистане.